# Olympische Sommerspiele 1972/Teilnehmer (Afghanistan)
| Gelbes Symbol für Goldmedaillen mit stilisierten Olympischen Ringen | Graues Symbol für Silbermedaillen mit stilisierten Olympischen Ringen | Braundes Symbol für Bronzemedaillen mit stilisierten Olympischen Ringen |
| ------------------------------------------------------------------- | --------------------------------------------------------------------- | ----------------------------------------------------------------------- |
| —                                                                   | —                                                                     | —                                                                       |

Afghanistan nahm bei den XX. Olympischen Sommerspielen 1972 in München zum siebten Mal an Olympischen Spielen teil. Das Land war mit neun Athleten in den Wettkämpfen vertreten. Alle Sportler traten im Ringen an.

## Teilnehmer nach Sportarten

### Ringen
- Mohammad Ebrahimi
Männer, Griechisch-römisch, Federgewicht (– 62 kg) → 1. Runde
- M. Arref
Männer, Freistil, Fliegengewicht (– 52 kg) → 2. Runde
- Gulam Dastageer
Männer, Freistil, Mittelgewicht (– 82 kg) → 2. Runde
- Ahmad Djan
Männer, Freistil, Federgewicht (– 62 kg) → 3. Runde
- Aka Djan
Männer, Griechisch-römisch, Leichtgewicht (– 68 kg) → 3. Runde
- Ali Ewaz
- Alam Mir
Männer, Griechisch-römisch, Bantamgewicht (– 57 kg) → 2. Runde
- S. Shakarsha
Männer, Freistil, Weltergewicht (– 74 kg) → 2. Runde
- Gulam Sideeq
Männer, Freistil, Bantamgewicht (– 57 kg) → 1. Runde